# سيزار مورا (منافس ألعاب قوى)
سيزار مورا (بالإنجليزية: Cesar Mora)‏ هو منافس ألعاب قوى أسترالي، ولد في 3 فبراير 1975 في مدريد في إسبانيا.